# まじかるめでぃかる
『まじかるめでぃかる』は、コナミが1998年9月10日に発売したプレイステーション用アクションRPG。

## 概要
現代医学では治療法が確立されていない未知の悪性ウイルス「X」。ところが、感染者である松戸あゆみの体内で誕生したミクロの勇者「ぱやーん」はXに対抗する能力を持ち、Xの繁殖を阻止し患者の命を救うべく感染者の体中を駆け巡るのであった。

### 基本進行
ドットイート形式でぱやーんを操作しながら患部を踏み潰しながら治療し、臓器ごとに巣食う敵のウイルスを全滅させる。治療が済んだ後は臓器の「主」から情報を聞き出し、免疫細胞を仲間にしてパーティーを組み全ての中ボスを倒した後にXの居場所を突き止めて対決する。

## 登場キャラクター
ぱやーん
主人公。未知の悪性ウイルス・Xに感染した患者を救うべく、松戸あゆみによって誕生した抗体。歩いた場所の病原体の素を消滅させる事ができ、ビタミンやミネラル等の栄養素を調合して治療薬を造る事ができる。またX感染者の間をテレポートする事が出来る。性格は産みの親であるあゆみと同様に明るく素直で、顔つきもあゆみに似ている（ただしあゆみとの関わりは一切無く、あゆみの治療後に次のウイルス・Xを求めテレポートした後、あゆみとの一切の関係を持たない）。
X（エックス）
現代医学では治療不可能な未知の悪性ウイルス。脅威的な繁殖力を持ち、細胞分裂を繰り返して急速に数を増やしていく。ぱやーんの治療により患者の体を追い出される度に、別の人間へ感染を繰り返す。

### 患者
松戸 あゆみ（まつど あゆみ）
年齢：6歳 / 血液型：O型 / 身長116cm・体重21kg
患部：口・胃・小腸・心臓・膵臓
小学1年生。明るく素直な性格で偏食が原因でXに付け込まれ、夏休みを目前にして倒れてしまう。倒れた直後に自らの体内で「ばやーん」を産み出す。
宝囲 秀人（ほうい ひでと）
年齢：17歳 / 血液型：B型 / 身長178cm・体重63kg
患部：口・胃・小腸・肝臓・腎臓・肺・心臓
高校生。かなりのナルシストで、友人とどちらがモテるかを競い合う内に、無理なスケジュールがたたってXに感染してしまう。
雪だるま（ゆきだるま）
年齢：生後6時間 / 血液型：ナシ / 身長：65cm・体重：65kg
患部：口・小脳・中脳・胃
隠しステージ。出現条件はあゆみ・秀人が共に完治すること。
武知 直子（たけち なおこ）
年齢：16歳 / 血液型：A型 / 身長161cm・体重53kg
患部：口・胃・小腸・胆嚢・肝臓・腎臓・肺・心臓・膵臓・膀胱
女子高生。思い込みが激しい性格の持ち主で、過剰なダイエットで体力を消耗し、Xに感染してしまう。
宇宙人（うちゅうじん）
年齢：不明 / 血液型：不明 / 身長・体重いずれも不明
患部：口・胆嚢・肝臓・肺・膵臓・膀胱
隠しステージ。あゆみ・秀人・雪だるま・直子の4名全て完治で出現。偽ぱやーんが現れる。
伊藤 光一（いとう こういち）
年齢：45歳 / 血液型：AB型 / 身長168cm・体重80kg
患部：大脳・口・胃・小腸・大腸・胆嚢・肝臓・腎臓・肺・心臓・膵臓・膀胱
サラリーマン。落ち込みやすい性格で頭のハゲ頭を気にしている。仕事のストレスが溜まって酒の量が増え、Xに感染してしまう。